# Cimetière communal de Bagneux
Ne pas confondre avec le cimetière parisien de Bagneux.
Le cimetière communal de Bagneux est un lieu de sépulture situé dans la commune de Bagneux, dans le département des Hauts-de-Seine. Son entrée principale est située avenue de Garlande.

## Caractéristiques
Il est desservi depuis le 13 janvier 2022 par la future station de métro Barbara.

## Historique
Ce cimetière fut ouvert en 1867 pour remplacer l’ancien cimetière de Bagneux situé place Dampierre, près de l'église.

## Personnalités inhumées dans ce cimetière
- Raymond Aquilon (1955-1991), acteur[3],[4] ;
- Janine Jambu (1942-2012), maire de Bagneux de 1985 à 2004 et députée des Hauts-de-Seine de 1993 à 2007.
- Jeanne Moyaux (1873-1877), assassinée par son père à l'âge de quatre ans[5],[6]. Ce fait divers fit grand'bruit à l'époque[7].
- Albert Petit (1897-1963), maire de Bagneux de 1935 à 1940 puis de 1944 à 1963 et député de la Seine de 1936 à 1940 puis de 1945 à 1951.
- Dans un tombeau familial sont inhumés Louis-Charles Boileau (1837-1914), architecte; son fils Louis-Hippolyte Boileau (1878-1948), architecte; son gendre Théodore Tissier (1866-1944), maire de Bagneux de 1899 à 1935, ancien ministre et ancien président du Conseil d’Etat; et le fils de ce dernier Pierre Tissier (1903-1955), président de la SNCF de 1949 à 1955[2].